# Robert Woodhouse
Robert Woodhouse FRS (Norwich, 28 de abril de 1773 – Cambridge, 23 de dezembro de 1827) foi um matemático inglês.

## Biografia
Nascido em Norwich, filho do mercador de tecidos Robert Woodhouse, frequentou o Gonville and Caius College (Cambridge). Foi eleito Membro da Royal Society em dezembro de 1802.
Sua mais antiga obra, Principles of Analytical Calculation, foi publicada em Cambridge em 1803.
Foi professor lucasiano em 1820, e depois Professor Plumiano de Astronomia e Filosofia Experimental.

## Bibliography

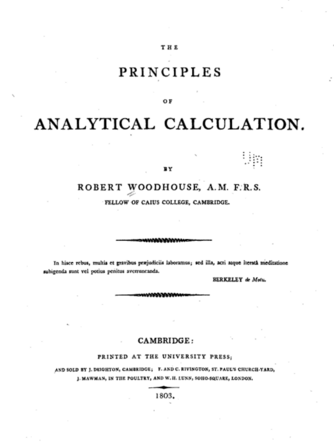

- 1803: Principles of Analytical Calculation, links from HathiTrust.
- 1809: A Treatise on Plane and Spherical Trigonometry (5th edition 1827)
- 1810: A Treatise on Isoperimetric Problems and the Calculus of Variations
- 1818: An Elementary Treatise on Physical Astronomy, volume 1
- 1818: An Elementary Treatise on Astronomy, volume 2
- 1821: A Treatise on Astronomy, Theoretical and Practical